# Gemeinde Lölling
Die Gemeinde Lölling war eine Gemeinde im Kärntner Bezirk Sankt Veit an der Glan, die von 1850 bis 1973 bestand. Der Großteil des ehemaligen Gemeindegebiets wurde 1973 an die Gemeinde Hüttenberg angeschlossen, ein kleinerer Teil an die Gemeinde Klein Sankt Paul.

## Geografie

### Lage
Die Gemeinde lag im Osten des Bezirks Sankt Veit an der Glan, im südlichen Bereich der heutigen Gemeinde Hüttenberg, sowie im nördlichen Bereich der heutigen Gemeinde Klein Sankt Paul. Ihre Fläche betrug etwa 40,8 km². Sie umfasste in etwa das Einzugsgebiet des Löllinger Bachs, also den Löllinger Graben und die umliegenden Höhenzüge.

### Gliederung

#### Katastralgemeinden
Die Gemeinde bestand aus den Katastralgemeinden Lölling und Hinterberg in ihren damaligen Grenzen.

#### Ortschaften
Zeit ihres Bestehens wurden in der Gemeinde folgende Ortschaften geführt:
- Hinterberg
- Kirchberg, der nördliche Teil der heutigen Ortschaft Kirchberg (Gemeinde Klein Sankt Paul)
- Lölling Graben
- Lölling Schattseite
- Lölling Sonnseite
- Semlach
- Stranach

## Geschichte
Im Zuge der Verwaltungsreformen nach der Revolution 1848/49 wurde 1850 aus den Steuer- bzw. Katastralgemeinden Hinterberg und Lölling, die zuvor zum Steuerbezirk Althofen (Herrschaft und Landgericht) gehört hatten, die Gemeinde Lölling errichtet. Die Gemeinde gehörte ab 1850 zum politischen Bezirk Sankt Veit an der Glan und zum Gerichtsbezirk Althofen. 1854 bis 1868 gehörte sie zum Gemischten Bezirk Althofen. Durch die Reformen 1868 wurde sie wieder Teil des politischen Bezirks Sankt Veit an der Glan und des Gerichtsbezirks Althofen. 1872 kam sie an den Gerichtsbezirk Eberstein, in dem sie bis zu ihrer Auflösung verblieb.
1973 wurden bei der Auflösung der Gemeinde 3949 ha Fläche mit 616 Einwohnern an die Gemeinde Hüttenberg angeschlossen, 128 ha Fläche mit 26 Einwohnern wurden an die Gemeinde Klein Sankt Paul angeschlossen.

## Bürgermeister
Als Bürgermeister der Gemeinde Lölling werden unter anderem genannt: Gewerke Albert Edler von Dickmann (1875 – 1878), Hüttenverwalter Friedrich Diez (1879 – 1900), Schichtmeister J. Schenn (1900 –1901), Lehrer Josef Pussarnig (1901 – etwa 1924), Lorenz Neuwirth (etwa 1924 – 1934), Oberförster Rudolf Leixner (Gemeindeverwalter März – April 1934 sowie ab März 1938), Johann Jordan (1934 – 1938), Johann Steiger (um 1945).

## Bevölkerung
Für die Gemeinde wurden zur Zeit ihres Bestehens folgende Einwohnerzahlen angegeben:
- 1849: 834 Einwohner[2]
- 1869: 1436 Einwohner, 141 Häuser[3]
- 1880: 1534 Einwohner, 151 Häuser[4]
- 1890: 1637 Einwohner, 154 Häuser[5]
- 1900: 1355 Einwohner, 160 Häuser[6]
- 1910: 1188 Einwohner, 156 Häuser[7]
- 1923: 1159 Einwohner, 144 Häuser[8]
- 1934: 1057 Einwohner[9]
- 1961: 724 Einwohner, 135 Häuser[10]
- 1971: 642 Einwohner

Zum Vergleich: 2001 lebten nur mehr etwa 400 Personen auf dem ehemaligen Gemeindegebiet.